# کورتیس آر۳سی
کورتیس آر۳سی (به انگلیسی: Curtiss_R3C) یک هواگرد ملخ‌پیشین تک‌موتوره از نوع مسابقه‌ای ساخت شرکت Curtiss Aeroplane and Motor Company است. هواگرد کورتیس آر۳سی نخستین پروازش را در ۱۸ سپتامبر ۱۹۲۵ میلادی انجام داد. این هواگرد در سال ۱۹۲۵ میلادی رسماً معرفی گردید. در مجموع، تعداد ۳ فروند از این هواگرد ساخته شده‌است.